# Броуз, Дарио
Дарио Броуз (англ. Dario Brose; 27 января 1970, Нью-Йорк) — американский футболист, выступавший на позиции полузащитника.

## Карьера игрока

### Молодёжная карьера
Броуз — воспитанник команды «Блау-Вайсс Готтшее».
В 1988—1991 годах Броуз играл за футбольную команду Университета штата Северная Каролина в Национальной ассоциации студенческого спорта. Дважды включался во всеамериканскую символическую сборную, трижды — в символическую сборную Конференции атлантического побережья. В студенческой лиге забил 28 голов и отдал 26 голевых передач.

### Клубная карьера
В 1991 году Броуз присоединился к французскому клубу «Стад Бриошен». Помог клубу выйти во Второй дивизион 1993 году.
В течение четырёх сезонов, в 1995—1999 годах, Броуз выступал за немецкий клуб «Саарбрюккен».
17 марта 1999 года Броуз подписал контракт с клубом MLS «Сан-Хосе Клэш». В высшей лиге США дебютировал 20 марта в матче против «Чикаго Файр», выйдя на замену на последние 32 минуты. В матче против «Чикаго Файр» 23 июля забил свой первый гол в MLS. Принял участие в Матче всех звёзд MLS 2000, отыграв второй тайм. 16 ноября 2001 года «Сан-Хосе Эртквейкс» отчислил Броуза.
В 2007 году Броуз возобновил карьеру футболиста в новообразованном клубе Первого дивизиона ЮСЛ «Каролина Рэйлхокс», но сыграл только один матч.

### Международная карьера
В составе сборной США до 20 лет Броуз принимал участие в молодёжном чемпионате мира 1989.
В составе сборной США до 23 лет Броуз завоевал золотую медаль Панамериканских игр 1991. Принимал участие в летних Олимпийских играх 1992. Забил гол в матче группового этапа турнира против олимпийцев Кувейта.
За сборную США Броуз сыграл в четырёх товарищеских матчах, забив в них один гол.
| Статистика | Статистика      | Статистика                          | Статистика | Статистика | Статистика | Статистика        |
| №          | Дата            | Место проведения                    | Соперник   | Счёт       | Голы       | Соревнование      |
| ---------- | --------------- | ----------------------------------- | ---------- | ---------- | ---------- | ----------------- |
| 1          | 15 января 1994  | «Сан Девил Стэдиум», Темпе, США     | Норвегия   | 2:1        | —          | Товарищеский матч |
| 2          | 22 января 1994  | «Фуллертон Стэдиум», Фуллертон, США | Швейцария  | 1:1        | —          | Товарищеский матч |
| 3          | 16 октября 1996 | Лима, Перу                          | Перу       | 1:4        | 1          | Товарищеский матч |
| 4          | 4 июня 1997     | «Биг Арк Стэдиум», Сент-Луис, США   | Парагвай   | 0:0        | —          | Товарищеский матч |

## Достижения
Командные
 «Сан-Хосе Эртквейкс»
- Чемпион MLS (обладатель Кубка MLS): 2001

 сборная США до 23 лет
- Чемпион Панамериканских игр: 1991

Индивидуальные
- Участник Матча всех звёзд MLS: 2000

## Карьера тренера
1 мая 2002 года Броуз был назначен главным тренером клуба Премьер-лиги развития ЮСЛ «Мид Мичиган Бакс». В сезоне 2002 клуб под его руководством выиграл 12 из 20 матчей.